# Zdravko Čolić
Zdravko Čolić (cyrilicí Здравко Чолић, * 30. května 1951 Sarajevo), známý pod přezdívkou Čola, je bosenský zpěvák pop music.
Narodil se v Sarajevu v rodině bosenských Srbů, v mládí se věnoval atletice a fotbalu. V roce 1968 se na prázdninách v Herceg Novi zúčastnil pěvecké soutěže, na níž s písní „Lady Madonna“ obsadil druhé místo, a rozhodl se věnovat hudbě profesionálně. Byl zpěvákem pop rockových skupin Mladi i Lijepi, Ambasadori a Korni Grupa, od roku 1972 se vydal na sólovou dráhu. V roce 1973 vyhrál Festival Opatija s písní „Gori vatra“, se kterou téhož roku reprezentoval Jugoslávii na Eurovision Song Contest. V roce 1977 nazpíval svoji nejúspěšnější píseň „Druže Tito, mi ti se kunemo“ (Soudruhu Tito, my ti přísaháme), které se prodalo přes tři sta tisíc výlisků. Je jedním z nejpopulárnějších zpěváků bývalé Jugoslávie, známá je jeho spolupráce se skladatelem Goranem Bregovićem.
Od konce osmdesátých let žije v Bělehradě s manželkou Alexandrou, která je učitelka, a dvěma dcerami.

## Diskografie
- Ona spava (1975)
- Ti i ja (1975)
- Ako priđeš bliže (1977)
- Zbog tebe (1980)
- Malo pojačaj radio (1982)
- Šta mi radiš (1983)
- Ti si mi u krvi (1985)
- Zdravko Čolić (1988)
- Da ti kažem šta mi je (1990)
- Kad bi moja bila (1997)
- Okano (2001)
- Čarolija (2003)
- Zavičaj (2006)
- Kad pogledaš me preko ramena (2010)
- Vatra i barut (2013)